# Powiat chrzanowski (Galicja)
Powiat chrzanowski – dawny powiat kraju koronnego Królestwo Galicji i Lodomerii, istniejący w latach 1867–1918.
Siedzibą c.k. starostwa był Chrzanów. Powierzchnia powiatu w 1879 roku wynosiła 11,53 mil kw. (663,44 km²), a ludność 66 174 osoby. Powiat liczył 88 osad, zorganizowanych w 75 gmin katastralnych.
Na terenie powiatu działały 2 sądy powiatowe – w Chrzanowie i Krzeszowicach.

## Starostowie powiatu
- Walerian Bodakowski (w 1870 przydzielony do komisji wykupu ciężarów gruntowych)
- Jan Rudolf Kasparek (1873–1876)
- Kajetan Orlecki (1871)
- Aleksander Zborowski (1879–1881)
- Aleksander Ziembicki (1882)
- Zygmunt Brochwicz Rogoyski (1888–1898)
- Edward Czermak (1902–1905)
- Józef Rudzki (1906–1911)[1]
- Edward Mycielski (1911)
- Władysław Chyliński (IV 1911 – X 1916)[2][3]
- Aleksander Wysocki (przed 1918)

## Komisarze rządowi
- Leopold Płaziński (zastępca starosty, 1870–1871)
- Franciszek Dołkowski (1870)
- Jan Sałasz (1871–1879)
- Józef Balicki (1879)
- Wiktor Śliwiński (1882)
- Józef Rudzki (1890)